# Teorema de Carleson
El Teorema de Carleson es un resultado fundamental en análisis matemático para establecer (según la medida de Lebesgue) la convergencia en casi cualquier punto de las series de Fourier, por funciones L2 (Lennart Carleson, 1966). El nombre se utiliza a menudo para referirse a la extensión del resultado (Richard Hunt, 1968) a las funciones de Lp de p ∈ (1, ∞) (también conocido como el teorema de Carleson-Hunt) y los resultados análogos para la convergencia en casi cualquier punto de las integrales de Fourier, que se puede demostrar de forma equivalente por métodos de transferencia.

## Enunciado del teorema
El resultado, en la forma de su extensión por Hunt, puede ser formalmente enunciado como sigue:
Sea ƒ una función periódica sobre Lp para algunos p ∈ (1, ∞), con coeficientes de Fourier {\displaystyle {\hat {f}}(n)}. Entonces
{\displaystyle \lim _{N\rightarrow \infty }\sum _{|n|\leq N}{\hat {f}}(n)e^{inx}=f(x)}
para x casi en todas partes.
El resultado análogo para integrales de Fourier puede ser formalmente indicado como sigue:
Sea  ƒ ∈ Lp(R) para algún p ∈ (1, ∞) con transformada de Fourier {\displaystyle {\hat {f}}(\xi )}. Entonces
{\displaystyle \lim _{R\rightarrow \infty }\int _{|\xi |\leq R}{\hat {f}}(\xi )e^{2\pi ix\xi }\,d\xi =f(x)}
para x ∈ R  casi en todas partes.

## Historia
Una pregunta fundamental sobre series de Fourier, formulada a principios del siglo XIX por el propio Fourier (1768-1830), es si la serie de Fourier de una función continua converge puntualmente a la propia función.
Reforzando un poco la hipótesis de continuidad se puede demostrar fácilmente que la serie de Fourier converge en todas partes. Por ejemplo, si una función tiene su variación acotada, entonces su serie de Fourier converge en todas partes a la media local de la función. En particular, si una función es continuamente diferenciable, entonces su serie de Fourier converge a la misma en todas partes. Esto fue demostrado por Dirichlet, quien expresó su convicción de que pronto sería capaz de ampliar su resultado para cubrir todas las funciones continuas. Otra forma para obtener convergencia en todas partes es cambiar el método de la suma. Por ejemplo, el teorema de Fejér demuestra que si se reemplaza la suma ordinaria por la sumación de Cesàro, entonces la serie de Fourier de cualquier función continua converge uniformemente a la función. Además, es fácil demostrar también que la serie de Fourier de cualquier función de L2 converge a ella misma en la norma L2.
Después del resultado de Dirichlet, varios expertos, incluyendo al propio Dirichlet, a Riemann, a Weierstrass y a Dedekind, manifestaron su opinión de que la serie de Fourier de cualquier función continua convergería en todas partes. Esta creencia fue refutada por Paul du Bois-Reymond, quien demostró en 1876 que existe una función continua cuya serie de Fourier diverge en un punto.
El problema de la convergencia casi en todas partes de las series de Fourier para L2 (Luzin, 1915), era conocido como conjetura de Luzin (hasta su prueba por Carleson, 1966).Kolmogorov, 1923 demostró que el resultado análogo de Carleson para L 1 es falso, encontrando una función cuya serie de Fourier diverge en casi todas partes (mejorándola ligeramente en 1926 extendiendo la divergencia a todas partes). Antes del resultado de Carleson, la estimación más conocida para las sumas parciales sn de la serie de Fourier de una función en Lp era
{\displaystyle s_{n}(x)=o(\log(n)^{1/p}){\text{ casi en todas partes}},\,}
probada por Kolmogorov–Seliverstov-Plessner para p = 2, por G. H. Hardy para p = 1 y por Littlewood-Paley para p > 1 (Zygmund, 2002). Este resultado no se había mejorado desde hacía varias décadas, llevando a algunos expertos a sospechar que era la mejor posible y que la conjetura de Luzin era falsa. El contraejemplo de Kolmogorov en L1 era ilimitado en cualquier intervalo, pero se pensaba que era solamente una cuestión de tiempo antes de que se encontrase un contraejemplo continuo. Carleson dijo en una entrevista con Raussen y Skau, 2007 que comenzó por tratar de encontrar un contraejemplo continuo y en un momento pensó que tenía un método para construir uno, pero se dio cuenta finalmente de que su enfoque no podía funcionar. Entonces intentó probar la conjetura de Luzin, convencido por el fracaso de su contraejemplo de que probablemente era cierta.
La prueba original de Carleson es excepcionalmente difícil de comprender, y aunque varios autores han simplificado sus argumentos, su teorema todavía incluye razonamientos nada sencillos.
Entre las exposiciones sobre el artículo original de (Carleson, 1966), se incluyen (Kahane, 1995),(Mozzochi, 1971),(Jørsboe y Mejlbro, 1982) y (Arias de Reyna, 2002).Charles Fefferman, 1973 publicó una nueva prueba de la extensión de Hunt obtenida utilizando como límite un operador maximal. Esto, a su vez, inspiró una prueba muy simplificada en L2 aportada por Michael Lacey y Christoph Thiele, 2000, explicada con más detalle en (Lacey, 2004). Los libros de (Fremlin, 2003) y (Grafakos, 2009) también incluyen demostraciones del teorema de Carleson.Katznelson, 1966 demostró que para cualquier conjunto de medida 0 existe una función periódica continua cuya serie de Fourier diverge en todos los puntos del conjunto (y posiblemente en otros lugares). Cuando se combina con el teorema de Carleson, esto demuestra que existe una función continua cuya serie de Fourier diverge en todos los puntos de un determinado conjunto de números reales sí y solo sí el conjunto tiene medida 0.
Durante la extensión del teorema de Carleson para Lp con p > 1, se detectó una justificación "algo obvia" del caso p = 2 en el artículo de Carleson, demostrada por Hunt, 1968. El resultado de Carleson fue aún más mejorado por Sjölin, 1971 al espacio Llog+(L)log+log+(L) y por (Antonov, 1996) para el espacio Llog+(L)log+log+log+(L). (Aquí log+(L) es log(L) si L>1 y 0, de otra manera, y si φ es una función, entonces
φ(L) pertenece al espacio de funciones f tales que φ(f(x)) sea integrable.)
Konyagin, 2000 es quien ha hallado el mejor contraejemplo de función de Kolmogorov con series de Fourier divergentes en todas partes en un espacio ligeramente más grande que Llog+(L)1/2.
Uno puede preguntarse si existe en algún sentido un espacio natural más grande de funciones cuya serie de Fourier converge en casi todas partes. El candidato más simple para un espacio acorde con los resultados de Antonov y Konyagin es 'Llog+(L).
La extensión del teorema de Carleson a series de Fourier e integrales en varias variables se hace más complicada, ya que hay muchas maneras en las que pueden sumarse los coeficientes; por ejemplo, pueden utilizarse incrementos circulares o rectangulares. Convergencia de sumas parciales rectangulares (y de hecho, las sumas parciales poligonales generalizadas) siguen el caso unidimensional, pero el problema de adición esférica está todavía abierto para L2.

## El operador de Carleson
El operador de Carleson  C es un operador no lineal definido por
{\displaystyle Cf(x)=\sup _{N}\left|\int _{-N}^{N}{\hat {f}}(y)e^{2\pi ixy}\,dy\right|}
Una propiedad fundamental del operador Carleson es un mapa (no lineal) acotado de Lp(R) de sí mismo para 1 < p < ∞. Del teorema de Carleson–Hunt se sigue fácilmente de esta propiedad (y de hecho, a partir de estimaciones ligeramente más débiles).